# Royal Horse Artillery

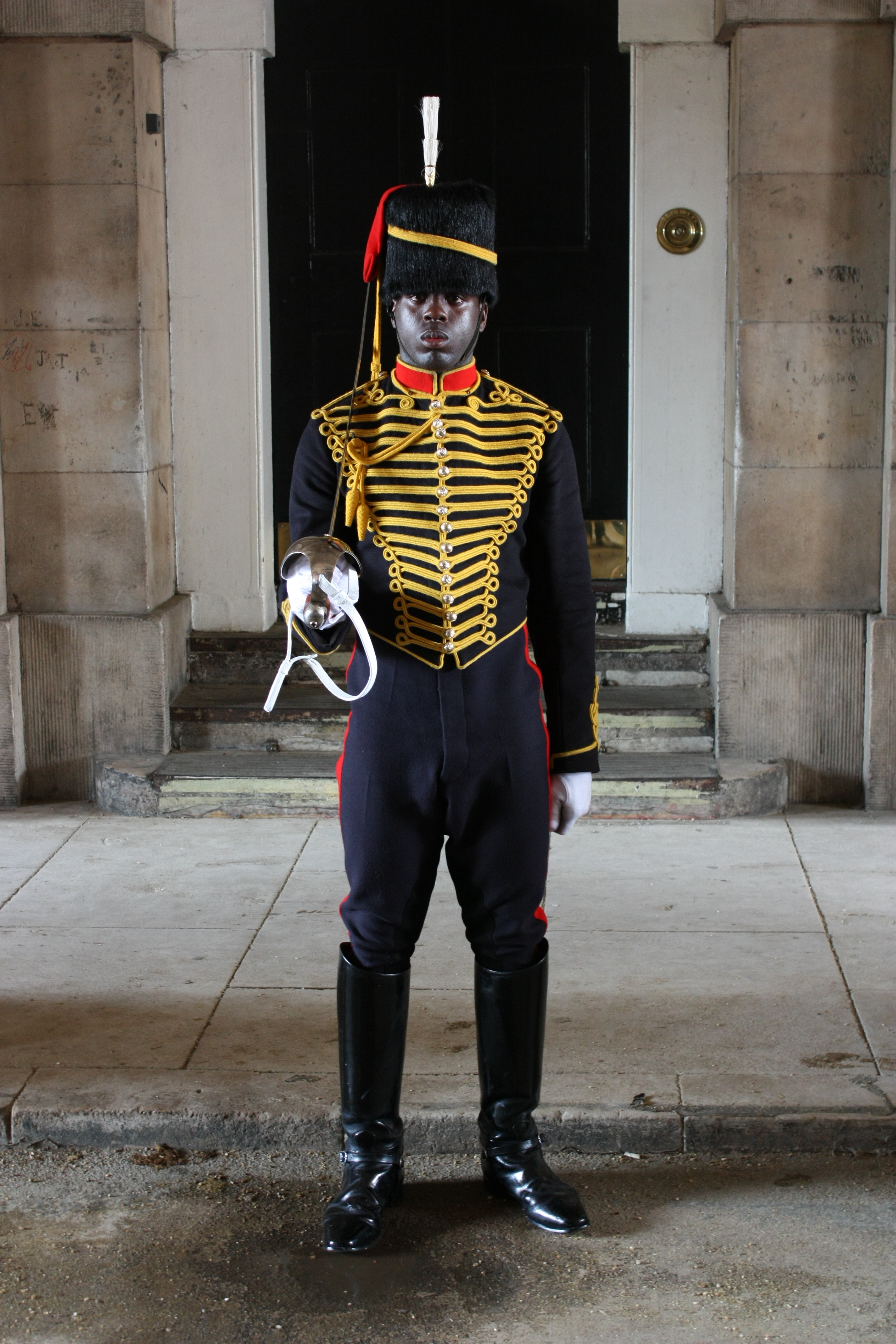
Garde de la RHA en faction à Londres.

Le Royal Horse Artillery (RHA) est une unité, composante du Royal Regiment of Artillery, créé en 1793 pour supporter la cavalerie.

## Historique
Avant la Seconde Guerre mondiale des batteries d’artillerie à cheval stationnaient à Londres : les 11e Régiment RHA et 12e Régiment RHA. La dernière fut mécanisée en 1939 et le roi George VI émit alors le souhait de conserver une unité de tradition.
Ainsi naquit en 1947 le King's Troop Royal Horse Artillery. La reine Élisabeth II a décidé de conserver cette appellation à la mort de son père.
La troupe (172 personnes et 128 chevaux) est entièrement destinée aux cérémonies : tirer les coups de canons à l'occasion des événements importants de la Cour ; fournir les armes et une horde de chevaux noirs lors de funérailles d'État ou militaires (la dernière fois en avril 2002, pour les obsèques de la reine mère Elizabeth Bowes-Lyon)…
Lorsqu'elle défile, la King's Troop a la préséance sur tous les autres régiments mais ne fait pas partie de la Garde royale (Household Division). Toutefois, en août et septembre, ses cavaliers peuvent être amenés à se substituer aux Horse Guards à Whitehall, Londres, lorsque ceux-ci partent en manœuvre.
L'uniforme de l'artillerie à cheval est constitué d’une veste noire à brandebourg (décorations dorées), d’une haute coiffe noire à plumet (shako), d’une culotte noire à bande rouge et de bottes de cuir noir d'équitation arrivant sous le genou.
La troupe participe aux cérémonies suivantes : 
- Salut à Hyde Park (les spectateurs peuvent voir 71 cavaliers chargeant au galop dans le parc après être passés sous Marble Arch), Tournoi Royal (Royal Tournament).
- Saluts lors de visites officielles
- Cérémonie d'ouverture du Parlement. Ils y effectuent des reprises équestres (ballets musicaux).

Le RHA possède ses quartiers à Saint John's Wood Barracks dans le nord de Londres.